# Omalotheca
Omalotheca là một chi thực vật có hoa trong họ Cúc (Asteraceae).

## Loài
Chi Omalotheca gồm các loài: